# تيري إيفرت
تيري إيفرت (بالإنجليزية: Terry Everett)‏ هو ضابط وفلاح وصحفي وسياسي أمريكي، ولد في 15 فبراير 1937 في دوثان في الولايات المتحدة. حزبياً، نشط في الحزب الجمهوري.

## مناصب
- في انتخابات مجلس النواب الأمريكي 1992 [الإنجليزية]‏، انتخب عضو مجلس النواب الأمريكي عن دائرة الدائرة الكونغرسية الثانية لألاباما [الإنجليزية]‏ وقد انضم خلال فترته النيابية [الإنجليزية]‏ (5 يناير 1993 – 3 يناير 1995) للكتلة البرلمانية الحزب الجمهوري.
- في انتخابات مجلس النواب الأمريكي 1994 [الإنجليزية]‏، انتخب عضو مجلس النواب الأمريكي عن دائرة الدائرة الكونغرسية الثانية لألاباما [الإنجليزية]‏ وقد انضم خلال فترته النيابية [الإنجليزية]‏ (4 يناير 1995 – 3 يناير 1997) للكتلة البرلمانية الحزب الجمهوري.
- في انتخابات مجلس النواب الأمريكي 1996 [الإنجليزية]‏، انتخب عضو مجلس النواب الأمريكي عن دائرة الدائرة الكونغرسية الثانية لألاباما [الإنجليزية]‏ وقد انضم خلال فترته النيابية [الإنجليزية]‏ (7 يناير 1997 – 3 يناير 1999) للكتلة البرلمانية الحزب الجمهوري.
- في انتخابات مجلس النواب الأمريكي 1998 [الإنجليزية]‏، انتخب عضو مجلس النواب الأمريكي عن دائرة الدائرة الكونغرسية الثانية لألاباما [الإنجليزية]‏ وقد انضم خلال فترته النيابية (6 يناير 1999 – 3 يناير 2001) للكتلة البرلمانية الحزب الجمهوري.
- في انتخابات مجلس النواب الأمريكي 2000 [الإنجليزية]‏، انتخب عضو مجلس النواب الأمريكي عن دائرة الدائرة الكونغرسية الثانية لألاباما [الإنجليزية]‏ وقد انضم خلال فترته النيابية [الإنجليزية]‏ (3 يناير 2001 – 3 يناير 2003) للكتلة البرلمانية الحزب الجمهوري.
- في انتخابات مجلس النواب الأمريكي 2002 [الإنجليزية]‏، انتخب عضو مجلس النواب الأمريكي عن دائرة الدائرة الكونغرسية الثانية لألاباما [الإنجليزية]‏ وقد انضم خلال فترته النيابية [الإنجليزية]‏ (7 يناير 2003 – 3 يناير 2005) للكتلة البرلمانية الحزب الجمهوري.
- في انتخابات مجلس النواب الأمريكي 2004 [الإنجليزية]‏، انتخب عضو مجلس النواب الأمريكي عن دائرة الدائرة الكونغرسية الثانية لألاباما [الإنجليزية]‏ وقد انضم خلال فترته النيابية [الإنجليزية]‏ (4 يناير 2005 – 3 يناير 2007) للكتلة البرلمانية الحزب الجمهوري.
- في انتخابات مجلس النواب الأمريكي 2006 [الإنجليزية]‏، انتخب عضو مجلس النواب الأمريكي عن دائرة الدائرة الكونغرسية الثانية لألاباما [الإنجليزية]‏ وقد انضم خلال فترته النيابية [الإنجليزية]‏ (4 يناير 2007 – 3 يناير 2009) للكتلة البرلمانية الحزب الجمهوري.
- انتخب عضو مجلس النواب الأمريكي عن دائرة الدائرة الكونغرسية الثانية لألاباما [الإنجليزية]‏ (3 يناير 1993 – 3 يناير 2009).